# 허담 (조선민주주의인민공화국)

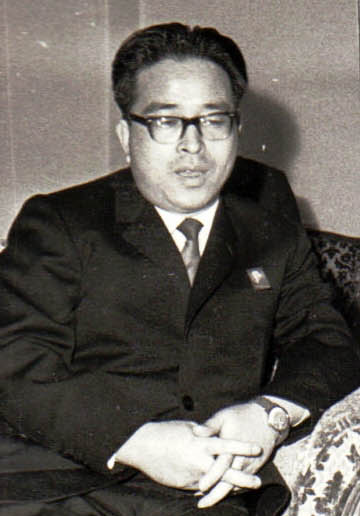
허담

허담(許錟, 1929년~1991년 5월)은 조선민주주의인민공화국의 정치인으로, 전 주석 김일성의 고종사촌 김정숙의 남편이다. 조선민주주의인민공화국에서 보기 드문 전문적인 외교관료이다.
8·15해방 이후에 김일성종합대학을 졸업하고 소련으로 유학 모스크바 대학교를 졸업했다. 외교관시험에 합격, 1953년 11월 조선민주주의인민공화국 외무성 참사로 발령된 이후 계속 외교관으로 사업했다. 1962년 1월 외무성부상(副相)에 올랐으며, 1970년 7월 외무상으로 승진했다. 그해 11월에 열린 조선로동당 제5차대회에서 로동당 중앙위원회 위원이 되었으며, 정무원 외무상으로 재임명되었다. 외무상으로 재직 중 1972년 7ㆍ4 남북공동성명이 만들어질 무렵, 외무상 겸 조국평화통일위원회 위원장을 겸임하여 맡았다. 1977년 12월 정무원 부총리로 승진하여 외무상을 겸하였다. 1983년 11월 조선로동당 8차 전원회의에서 당 정치국 정위원에 승격, 외무성을 떠나 조선로동당 중앙위원회 비서국 비서 겸 정치국 위원에 선출됐다.
1985년 전두환 대통령은 김일성에 남북정상회담을 제안했고, 김일성 역시 같은해 9월 허담 비밀특사를 서울에 특파해 전두환 대통령과의 정상회담 논의를 타진했다. 전두환은 허담밀사에게 "김일성 주석께서 말씀하신 내용을 경청해보니 내용 하나 하나가 내 생각과 거의 동일합니다. 김 주석께서는 공개적으로 말씀이 계셨지만 40년 전에는 민족해방 투쟁으로, 그리고 평생을 조국과 민족을 위해서 애써오신 충정이 넘치는 그런 말씀을 하셨습니다. 또 남북한 최고책임자들의 회담이 이와 같은 분위기라고 할 것 같으면 시기가 빠르면 빠를수록 좋다 하는 것도 나의 의견입니다."라고 말했다.

## 같이 보기
- 김일성
- 김정숙